# 2024년 하계 올림픽 네덜란드 선수단
2024년 하계 올림픽 네덜란드 선수단은 2024년 7월 26일부터 8월 11일까지 프랑스 파리에서 열린 2024년 하계 올림픽에 참가한 올림픽 네덜란드 선수단이다.

## 출전 선수
| 종목           | 남자 | 여자 | 전체 |
| -------------- | ---- | ---- | ---- |
| 골프           | 0    | 1    | 1    |
| 농구           | 4    | 0    | 4    |
| 다이빙         | 0    | 1    | 1    |
| 배구           | 4    | 14   | 18   |
| 배드민턴       | 1    | 1    | 2    |
| 복싱           | 0    | 1    | 1    |
| 브레이킹       | 2    | 1    | 3    |
| 사이클         | 10   | 14   | 24   |
| 수구           | 0    | 12   | 12   |
| 수영           | 4    | 6    | 10   |
| 스케이트보드   | 0    | 2    | 2    |
| 승마           | 5    | 4    | 9    |
| 아티스틱스위밍 | 0    | 2    | 2    |
| 양궁           | 1    | 3    | 4    |
| 요트           | 5    | 6    | 11   |
| 유도           | 5    | 5    | 10   |
| 육상           | 16   | 25   | 41   |
| 조정           | 19   | 13   | 32   |
| 체조           | 5    | 5    | 10   |
| 카누           | 0    | 3    | 3    |
| 탁구           | 0    | 1    | 1    |
| 테니스         | 4    | 2    | 6    |
| 트라이애슬론   | 2    | 2    | 4    |
| 펜싱           | 1    | 0    | 1    |
| 하키           | 16   | 16   | 32   |
| 핸드볼         | 0    | 14   | 14   |
| 전체           | 104  | 154  | 258  |

## 메달 집계
| 종목 | 1 | 2 | 3 | 합계 |
| 종목 | ' | ' | ' | '    |
| 종목 | ' | ' | ' | '    |
| 종목 | ' | ' | ' | '    |
| 합계 | ' | ' | ' | '    |

## 종목별 성적

### 골프
여자
- 아너 판 담

### 농구
3×3 농구
남자

### 다이빙
여자
- 엘서 프라스테링크

### 배구
여자

### 배드민턴
- 로빈 타벨링
- 셀레나 픽

### 복싱
여자
- 첼시 헤이넌

### 사이클
남자
여자

### 수구
여자

### 수영
여자
- 마릿 스테인베르헌

### 스케이트보드
여자

### 승마
- 디니아 판 리러

### 아티스틱스위밍
- 노르티어 더 브라우어르
- 베르혀 더 브라우어르

### 양궁
남자
여자

### 요트
남자
여자

### 유도
남자
- 프랑크 더 빗
- 토르니커 차카두아

여자
- 사너 판 데이커

### 육상
남자
여자
- 펨커 볼
- 시판 하산

### 체조
남자
- 로란 더 뮝크
- 마르테인 더 페이르
- 프랑크 레이컨
- 카시미르 스밋
- 예르마인 흐륀베르흐

여자
- 리커 베버르스
- 사너 베버르스
- 베라 판 폴
- 사나 페이르만
- 나오미 피서르

### 카누
스프린트
- 마르티나 베흐만

슬라럼
- 셀마 코네인
- 륏 포르셀만

### 탁구
여자
- 브릿 에이를란트

### 테니스
남자
- 탈론 흐릭스포르

여자
- 아란차 뤼스

### 트라이애슬론
남자
- 미치 콜크만
- 리카르트 뮈라이

여자
- 마이아 킹마
- 라헐 클라머르

### 펜싱
남자
- 트리스탄 튈런

### 하키
남자
여자

### 핸드볼
여자

## 같이 보기
- 2024년 하계 올림픽